# جيف جيل
جيف جيل (بالإنجليزية: Jeff Gill)‏ هو إحصائي وعالم سياسة أمريكي، ولد في 22 ديسمبر 1960.